# Lawrence Lariar
Lawrence Lariar, né le 25 décembre 1908 à Brooklyn, New York, et mort le 12 octobre 1981 à Waterbury, au Connecticut, est un dessinateur de presse (cartoonist) et scénariste de bande dessinée américain. Sous son patronyme et sous les pseudonymes Adam Knight, Michael Lawrence et Michel Stark, il est également un écrivain, auteur de nombreux romans policiers.

## Biographie
En 1926, il entreprend des études artistiques à l'École des arts appliqués de New York qu'il poursuit l'année suivante à l'Académie Julian de Paris. En parallèle, il travaille pour des magazines britanniques et pour les éditions Fleetway. Au bout de deux années en Europe, il rentre en Amérique, continue de prendre des cours à l'École des arts appliqués et s'inscrit également à la Art Students League of New York.
En 1930, il devient dessinateur dans le milieu de la publicité, mais décide de se lancer, de 1933 à 1938, comme illustrateur indépendant, puis dessinateur de presse humoristique. Il produit alors des dessins de presse et de nombreux comic strips pour divers journaux et magazines, dont The Saturday Evening Post, Collier's Weekly et The New Yorker. Il travaille un temps comme scénariste pour Walt Disney Studios, puis il est successivement éditeur des magazines Liberty (1941-1948), Merriday House (1944-1945) et Parade Magazine. Il est aussi nommé directeur du Professional School of Cartooning et président du American Society of Magazine Cartoonists.
Il supervise l'édition de plusieurs anthologies de bandes dessinées et de caricatures, dont la série des Best Cartoons of the Year de 1942 à 1971.
En littérature, il publie plusieurs romans policiers. À ce titre, en France, il est surtout connu pour la série, signée Adam Knight, qui a pour héros Steve Conacher, un détective privé new-yorkais, né comme son créateur à Brooklyn, et ayant la particularité d'être de petite taille. Ce personnage, spécialisé dans la recherche de mauvais payeurs, se trouve souvent plonger dans des enquêtes criminelles dont les intrigues, selon Claude Mesplède, « utilisent trop souvent les poncifs du roman noir. »

## Œuvre

### Romans

#### Série policièreHomer Bull
- Death Paints the Picture (1943)
- He Died Laughing (1943)
- The Man with the Lumpy Nose (1944)
- The Girl with the Frightened Eyes (1945)

#### Autres romans
- Friday for Death (1949) Publié en français sous le titre Pourquoi pas, traduit par Yves Malartic, Paris, Morgan, Série rouge no 37, 1950
- You Can't Catch Me (1951)
- The Day I Died (1952)
- Win, Place, and Die! (1953)
- Death is Confidential (1959)

#### Série policièreSteve Conachersignée Adam Knight
- Murder for Madame (1951) Publié en français sous le titre Madame est servie, traduit par Gilles-Maurice Dumoulin, Paris, Presses de la Cité, Un mystère no 116, 1953
- Stone Cold Blonde (1951) Publié en français sous le titre Une blonde qui ne perd pas le nord, traduit par Gilles-Maurice Dumoulin, Paris, Presses de la Cité, Un mystère no 112, 1952
- The Sunburned Corpse (1952) Publié en français sous le titre Une sacrée couche !, traduit par Gilles-Maurice Dumoulin, Paris, Presses de la Cité, Un mystère no 136, 1953
- Knife at My Back (1952) Publié en français sous le titre Le Couteau dans le dos, traduit par Gilles-Maurice Dumoulin, Paris, Presses de la Cité, Un mystère no 109, 1953
- Kiss and Kill (1953) Publié en français sous le titre Baiser mortel, traduit par Gilles-Maurice Dumoulin, Paris, Presses de la Cité, Un mystère no 139, 1953
- I'll Kill You Next! (1954) Publié en français sous le titre Au troisième top, traduit par Gilles-Maurice Dumoulin, Paris, Presses de la Cité, Un mystère no 196, 1954
- Girl Running (1956)
- Triple Slay (1959)

#### Autre roman signé Adam Knight
- Sugar Shannon (1960)

#### Série policièreJohnny Amsterdamsignée Michael Lawrence
- Naked and Alone (1953)
- I Like It Cool (1960)

#### Roman policier signé Michael Stark
- Run for Your Life (1946), aussi titré Kill-Box Publié en français sous le titre L'assassin frappe trois fois, traduit par Roger Loriot, Londres/Paris, Nicholson et Watson, Coll. La Tour de Londres no 10, 1947

#### Roman policier signé Marston La France
- Miami Murder-Go-Round (1951)

### Nouvelles signées Lawrence Lariar
- Catch Me If You Can (1950)
- Now You See Me (1950)

### Ouvrages de bandes dessinées sous la signature Lawrence Lariar
- Best Cartoons of the Year (1942-1971)
- Fixit and Be Damned (1957)
- You've Got Me Behind and How! (1957)
- You've got me seeing double (1957)